# Гаутон (округ)
Шаблон:StateAbbr_ 46°59′ пн. ш. 88°39′ зх. д. / 46.98° пн. ш. 88.65° зх. д.
Округ  Гаутон (англ. Houghton County) — округ (графство) у штаті Мічиган, США. Ідентифікатор округу 26061.

## Історія
Округ утворений 1846 року.

## Демографія
За даними перепису 
2000 року 
загальне населення округу становило 36016 осіб, зокрема міського населення було 20107, а сільського — 15909.
Серед мешканців округу чоловіків було 19163, а жінок — 16853. В окрузі було 13793 домогосподарства, 8143 родин, які мешкали в 17748 будинках.
Середній розмір родини становив 3,04.
Віковий розподіл населення поданий у таблиці:
| Стать    | До 15 років | 15-21 | 22-29 | 30-39 | 40-49 | 50-65 | 65-85 | Понад 85 |
| -------- | ----------- | ----- | ----- | ----- | ----- | ----- | ----- | -------- |
| Чоловіки | 3270        | 3915  | 2478  | 2098  | 2405  | 2613  | 2079  | 305      |
| Жінки    | 3097        | 2331  | 1541  | 1834  | 2292  | 2563  | 2564  | 631      |

## Суміжні округи
- Ківіно — північ
- Багара — схід
- Айрон — південь
- Онтонагон — захід

## Виноски
1. ↑  US Decennial Census. US Census Bureau. Архів оригіналу за 12 травня 2015. Процитовано 25 вересня 2014.
2. ↑  Historical Census Browser. University of Virginia Library. Архів оригіналу за 11 серпня 2012. Процитовано 25 вересня 2014.
3. ↑  Population of Counties by Decennial Census: 1900 to 1990. US Census Bureau. Архів оригіналу за 15 лютого 2015. Процитовано 25 вересня 2014.
4. ↑  Census 2000 PHC-T-4. Ranking Tables for Counties: 1990 and 2000 (PDF). US Census Bureau. Архів оригіналу (PDF) за 18 грудня 2014. Процитовано 25 вересня 2014.
5. ↑  State & County QuickFacts. U.S. Census Bureau. Архів оригіналу за 11 липня 2011. Процитовано 27 серпня 2013.(англ.) Наведено за англійською вікіпедією.
6. ↑  American FactFinder. Бюро перепису населення США. Архів оригіналу за 21 травня 2008. Процитовано 31 січня 2008.

| США | Це незавершена стаття з географії США. Ви можете допомогти проєкту, виправивши або дописавши її. |